# 跡津川
跡津川（あとつがわ）は、岐阜県飛騨市を流れる神通川水系の一級河川。

## 地理
岐阜県飛騨市神岡町大多和に源を発する。西に流れ、飛騨市神岡町土（土は地名。かみおかちょう・ど）で高原川と合流する。
跡津川に沿って跡津川断層が走っており、この断層によって破砕された岩石が浸食され、谷を形成して跡津川となったもので、高原川と跡津川の地形は典型的な断層地形を示す。
跡津川の北側には、神岡鉱山茂住坑があり、その一部はスーパーカミオカンデとして利用されている。

## 主な支流
- 打保谷川